# ویتیسین بی
ویتیسین بی (به انگلیسی: Vitisin B (stilbenoid)) با فرمول شیمیایی C56H42O12 یک ترکیب شیمیایی با شناسه پاب‌کم ۱۶۱۳۳۸۵۵ است؛ که جرم مولی آن ۹۰۶٫۹۲ گرم بر مول می‌باشد.